# تیپتون (تنسی)
تیپتون (به انگلیسی: Tipton) یک منطقهٔ مسکونی در ایالات متحده آمریکا است که در شهرستان تیپتون، تنسی واقع شده‌است. تیپتون ۱۰۹٫۱۲ متر بالاتر از سطح دریا واقع شده‌است.